# 索姆布里略 (新墨西哥州)
索姆布里略（英語：Sombrillo）是位於美國新墨西哥州聖菲縣的普查規定居民點。

## 人口
根據2020年美國人口普查的數據，索姆布里略的面積為2.45平方千米，皆為陸地。當地共有人口347人，而人口密度為每平方千米141.63人。